# Chapelle Saint-Maur de Saint-Étienne-de-Tinée
La chapelle Saint-Maur est une chapelle catholique située sur le territoire de la commune de Saint-Étienne-de-Tinée, en France.

## Localisation
La chapelle est située dans le département français des Alpes-Maritimes, sur la commune de Saint-Étienne-de-Tinée.

## Historique
La chapelle a été érigée au XVIe siècle au début de la route allant vers Auron.
Les peintures murales ont dû être réalisées par Andrea de Cella après 1550.

## Protection
L'édifice est classé au titre des monuments historiques le 27 mars 2000.